# Бад-Иберкинген
Бад-Иберкинген (нем. Bad Überkingen) — община в Германии, в земле Баден-Вюртемберг. 
Подчиняется административному округу Штутгарт. Входит в состав района Гёппинген.  Население составляет 3824 человека (на 31 декабря 2010 года). Занимает площадь 24,02 км².
Коммуна подразделяется на 4 сельских округа.